# Nozomi Kimura
Nozomi Seijiro Kimura Heredia (Copiapó, 23 gennaio 1997) è un calciatore cileno, difensore del Ñublense.